# Chimonocalamus lushaiensis
Chimonocalamus lushaiensis là một loài thực vật có hoa trong họ Hòa thảo. Loài này được Ohrnb. mô tả khoa học đầu tiên năm 1996.